# Andrés Pico

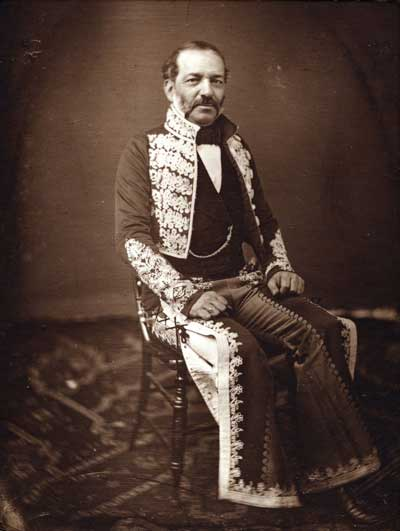
Andrés Pico um 1850.

Andrés Pico (* 1810 in San Diego; † 14. Februar 1876 in Los Angeles) war ein mexikanischer und US-amerikanischer Militär und Politiker.

## Leben
Andrés Pico wurde als Sohn von José María Pico und María Eustaquia López geboren. Er war von sowohl indianischer, spanischer, als auch schwarzer Abstammung. Sein älterer Bruder Pio Pico wurde mexikanischer Gouverneur von Kalifornien. Als solcher verpachtete er 1845 für 9 Jahre Andrés Pico und Juan Manson das Land der säkularisierten Mission San Fernando Rey de España, das den größten Teil des San Fernando Valley umfasste. Pico nutzte das Land zur Viehzucht. Zur Finanzierung des Mexikanisch-Amerikanischen Krieges wurde das Land mit Ausnahme der Missionsstation und des unmittelbar angrenzenden Landes verkauft. Andrés Pico kommandierte während des Krieges die Kalifornischen Lanzenreiter und führte sie in der Schlacht von San Pasqual erfolgreich zum Angriff. Während der Abwesenheit von Pio Pico handelte er als Gouverneur. Als solcher unterzeichnete er mit John C. Frémont den Vertrag von Cahuenga im Campo de Cahuenga. Mit diesem Vertrag endeten die Kampfhandlungen in Kalifornien.
Nachdem Kalifornien 1850 Bundesstaat der Vereinigten Staaten wurde, wurde Andrés Pico 1851 als Abgeordneter in die California State Assembly gewählt. 1853 erwarb er die südliche Hälfte des San Fernando Valley. 1858 wurde er im Range eines Brigadegenerals zum Kommandeur der Miliz Kaliforniens ernannt. 1860 wurde er als Senator in den Senat Kaliforniens gewählt.